# Лэмп, Форрест
Форрест Ноа Лэмп (англ. Forrest Noah Lamp, 20 февраля 1994, Венис, Флорида) — профессиональный футболист, выступающий на позиции гарда в клубе НФЛ «Баффало Биллс». На студенческом уровне играл за команду Университета Западного Кентукки. На драфте НФЛ 2017 года был выбран во втором раунде.

## Биография
Форрест Лэмп родился 20 февраля 1994 года в Венисе в штате Флорида. Там же он окончил старшую школу. Во время учёбы он играл за школьную футбольную команду линейным нападения и защиты, включался в символическую сборную звёзд штата. После выпуска Лэмп поступил в Университет Западного Кентукки.

### Любительская карьера
Сезон 2012 года Лэмп провёл в статусе освобождённого игрока, тренируясь с командой, но не принимая участия в матчах. В составе «Вестерн Кентукки Хиллтопперс» он дебютировал в 2013 году, провёл двенадцать матчей в стартовом составе. Играть за команду Лэмп начинал на позиции правого гарда, затем он был переведён на место левого тэкла. В сезоне 2014 года он провёл тринадцать матчей.
В 2015 году Лэмп был выбран одним из капитанов команды. Он сыграл в стартовом составе в четырнадцати матчах. По итогам сезона его включили в состав сборной звёзд Конференции США. В турнире 2016 года Лэмп сыграл двенадцать матчей, две игры он пропустил из-за травмы ноги. За два последних сезона своей карьеры в колледже он не пропустил ни одного сэка и заработал репутацию одного из лучших игроков в истории университета. В составе Хиллтопперс он дважды выиграл турнир Конференции США, три раза побеждал в боулах.

### Профессиональная карьера
На показательных тренировках перед драфтом НФЛ 2017 года Лэмп проявил себя как один из самых атлетичных линейных нападения, войдя в пятёрку лучших в четырёх упражнениях. Сильными сторонами игрока называли навыки чтения игры, его быстроту, полезность при скрин-пасах, умение противодействовать пас-рашерам соперника. К минусам относили длину рук и недостаток их силы, не позволявший уверенно переигрывать линейных защиты, а также небольшой опыт игры во внутренней части линии нападения.
На драфте Лэмп был выбран клубом «Лос-Анджелес Чарджерс» под общим 38-м номером. В мае он подписал с командой четырёхлетний контракт на общую сумму 6,6 млн долларов. Второго августа 2017 года во время предсезонных сборов он получил разрыв крестообразной связки колена и был вынужден пропустить сезон полностью. В мае 2018 года он перенёс ещё одну операцию на колене. В регулярном чемпионате 2018 года Лэмп был дублёром правого гарда Майкла Скофилда и провёл на поле только шестнадцать розыгрышей в двух матчах.
После пятой игровой недели регулярного чемпионата 2019 года Лэмп занял место основного левого гарда, заменив травмированного Майка Поунси. Он провёл в стартовом составе «Чарджерс» два матча, получил перелом правой ноги и выбыл из строя до конца сезона. В 2020 году Лэмп восстановился и сыграл во всех шестнадцати матчах регулярного чемпионата. На поле он провёл 1 174 снэпа, пропустив только два сэка и допустив одно нарушение правил. После окончания сезона он получил статус свободного агента. В апреле 2021 года он подписал однолетний контракт с клубом «Баффало Биллс».